# Collegio di Gainsborough
Gainsborough è un collegio elettorale inglese situato nel Lincolnshire, nelle Midlands Orientali, rappresentato alla Camera dei comuni del Parlamento del Regno Unito. Elegge un membro del parlamento con il sistema maggioritario a turno unico; l'attuale parlamentare è Edward Leigh del Partito Conservatore, che rappresenta il collegio dal 1997.

## Estensione

Gainsborough dal 2010 al 2024

- 1885-1918: il Municipal Borough di Lincoln, le divisioni sessionali di Epworth, Gainsborough e Lincoln, e la parrocchia civile di Bracebridge.
- 1918-1950: i distretti urbani di Crowle e Gainsborough e i distretti rurali di Gainsborough, Isle of Axholme e Welton.
- 1950-1983: i distretti urbani di Gainsborough e Market Rasen e i distretti rurali di Caistor, Gainsborough, Isle of Axholme e Welton.
- 1997-2010: il distretto di West Lindsey, e i ward del distretto di East Lindsey di Binbrook e Wragby.
- 2010-2024: il distretto di West Lindsey e i ward del distretto di East Lindsey di Wragby.
- dal 2024: il distretto di West Lindsey.[1]

Il collegio prende il nome dalla città di Gainsborough, situata al margine occidentale del collegio, e comprende il distretto di West Lindsey.

## Membri del parlamento
| Elezione | Elezione                    | Deputato                    | Partito               |
| -------- | --------------------------- | --------------------------- | --------------------- |
|          | 1885                        | Joseph Bennett              | Liberale              |
|          | 1886                        | Henry Eyre                  | Conservatore          |
|          | 1892                        | Joseph Bennett              | Liberale              |
| 1895     | Emerson Muschamp Bainbridge |                             | Liberale              |
|          | 1900                        | Seymour Fitzroy Ormsby-Gore | Conservatore          |
|          | 1906                        | Leslie Renton               | Liberale              |
|          | 1907                        | Leslie Renton               | Liberale Unionista    |
|          | Gen 1910                    | George Jackson Bentham      | Liberale              |
|          | 1918                        | John Molson                 | Conservatore          |
|          | 1923                        | Richard Winfrey             | Liberale              |
|          | 1924                        | Harry Crookshank            | Conservatore          |
| 1956 (S) | Marcus Kimball              |                             | Conservatore          |
|          | 1983                        | Collegio abolito            | Collegio abolito      |
|          | 1997                        | Collegio ri-istituito       | Collegio ri-istituito |
|          | 1997                        | Edward Leigh                | Conservatore          |

## Elezioni

### Elezioni negli anni 2020
| Partito                    | Partito                                   | Candidato                  | Risultati 4 luglio 2024 | Risultati 4 luglio 2024 |
| Partito                    | Partito                                   | Candidato                  | Voti                    | %                       |
| -------------------------- | ----------------------------------------- | -------------------------- | ----------------------- | ----------------------- |
|                            | Conservatore                              | Edward Leigh               | 16 636                  | 35,63                   |
|                            | Laburista                                 | Jess McGuire               | 13 104                  | 28,07                   |
|                            | Reform UK                                 | Pat O'Connor               | 9 916                   | 21,24                   |
|                            | Lib Dem                                   | Lesley Rollings            | 5 001                   | 10,71                   |
|                            | Verdi                                     | Vanessa Smith              | 1 832                   | 3,92                    |
|                            | Social Democratico                        | Tim Mellors                | 196                     | 0,42                    |
|                            |                                           |                            |                         |                         |
| Iscritti                   | Iscritti                                  | Iscritti                   | 75 836                  | 100,00                  |
| ↳ Votanti (% su iscritti)  | ↳ Votanti (% su iscritti)                 | ↳ Votanti (% su iscritti)  | 46 685                  | 61,56                   |
| ↳ Astenuti (% su iscritti) | ↳ Astenuti (% su iscritti)                | ↳ Astenuti (% su iscritti) | 29 151                  | 38,44                   |
|                            |                                           |                            |                         |                         |
|                            | Esito: collegio confermato a Conservatore |                            |                         |                         |

### Elezioni negli anni 2010
| Partito                    | Partito                                   | Candidato                  | Risultati 12 dicembre 2019 | Risultati 12 dicembre 2019 |
| Partito                    | Partito                                   | Candidato                  | Voti                       | %                          |
| -------------------------- | ----------------------------------------- | -------------------------- | -------------------------- | -------------------------- |
|                            | Conservatore                              | Edward Leigh               | 33 893                     | 66,40                      |
|                            | Laburista                                 | Perry Smith                | 10 926                     | 21,40                      |
|                            | Lib Dem                                   | Lesley Rollings            | 5 157                      | 10,10                      |
|                            | Indipendente                              | Mary Cavill                | 1 070                      | 2,10                       |
|                            |                                           |                            |                            |                            |
| Iscritti                   | Iscritti                                  | Iscritti                   | 76 343                     | 100,00                     |
| ↳ Votanti (% su iscritti)  | ↳ Votanti (% su iscritti)                 | ↳ Votanti (% su iscritti)  | 51 046                     | 66,86                      |
| ↳ Astenuti (% su iscritti) | ↳ Astenuti (% su iscritti)                | ↳ Astenuti (% su iscritti) | 25 297                     | 33,14                      |
|                            |                                           |                            |                            |                            |
|                            | Esito: collegio confermato a Conservatore |                            |                            |                            |

| Partito                    | Partito                                   | Candidato                  | Risultati 8 giugno 2017 | Risultati 8 giugno 2017 |
| Partito                    | Partito                                   | Candidato                  | Voti                    | %                       |
| -------------------------- | ----------------------------------------- | -------------------------- | ----------------------- | ----------------------- |
|                            | Conservatore                              | Edward Leigh               | 31 790                  | 61,82                   |
|                            | Laburista                                 | Catherine Tite             | 14 767                  | 28,72                   |
|                            | Lib Dem                                   | Lesley Rollings            | 3 630                   | 7,06                    |
|                            | Verdi                                     | Victoria Pearson           | 1 238                   | 2,41                    |
|                            |                                           |                            |                         |                         |
| Iscritti                   | Iscritti                                  | Iscritti                   | 75 890                  | 100,00                  |
| ↳ Votanti (% su iscritti)  | ↳ Votanti (% su iscritti)                 | ↳ Votanti (% su iscritti)  | 51 575                  | 67,96                   |
| ↳ Astenuti (% su iscritti) | ↳ Astenuti (% su iscritti)                | ↳ Astenuti (% su iscritti) | 24 315                  | 32,04                   |
|                            |                                           |                            |                         |                         |
|                            | Esito: collegio confermato a Conservatore |                            |                         |                         |

| Partito                    | Partito                                   | Candidato                  | Risultati 7 maggio 2015 | Risultati 7 maggio 2015 |
| Partito                    | Partito                                   | Candidato                  | Voti                    | %                       |
| -------------------------- | ----------------------------------------- | -------------------------- | ----------------------- | ----------------------- |
|                            | Conservatore                              | Edward Leigh               | 25 949                  | 52,68                   |
|                            | Laburista                                 | David Prescott             | 10 500                  | 21,32                   |
|                            | UKIP                                      | John Saxon                 | 7 727                   | 15,69                   |
|                            | Lib Dem                                   | Lesley Rollings            | 3 290                   | 6,68                    |
|                            | Verdi                                     | Geoff Barnes               | 1 290                   | 2,62                    |
|                            | Lincolnshire Independents                 | Chris Darcel               | 505                     | 1,03                    |
|                            |                                           |                            |                         |                         |
| Iscritti                   | Iscritti                                  | Iscritti                   | 73 194                  | 100,00                  |
| ↳ Votanti (% su iscritti)  | ↳ Votanti (% su iscritti)                 | ↳ Votanti (% su iscritti)  | 49 261                  | 67,30                   |
| ↳ Astenuti (% su iscritti) | ↳ Astenuti (% su iscritti)                | ↳ Astenuti (% su iscritti) | 23 933                  | 32,70                   |
|                            |                                           |                            |                         |                         |
|                            | Esito: collegio confermato a Conservatore |                            |                         |                         |

| Partito                    | Partito                                           | Candidato                  | Risultati 6 maggio 2010 | Risultati 6 maggio 2010 |
| Partito                    | Partito                                           | Candidato                  | Voti                    | %                       |
| -------------------------- | ------------------------------------------------- | -------------------------- | ----------------------- | ----------------------- |
|                            | Conservatore                                      | Edward Leigh               | 24 266                  | 49,27                   |
|                            | Lib Dem                                           | Pat O'Connor               | 13 707                  | 27,83                   |
|                            | Laburista                                         | Jamie McMahon              | 7 701                   | 15,64                   |
|                            | UKIP                                              | Steven Pearson             | 2 065                   | 4,19                    |
|                            | BNP                                               | Malcolm Porter             | 1 512                   | 3,07                    |
|                            |                                                   |                            |                         |                         |
| Iscritti                   | Iscritti                                          | Iscritti                   | 72 109                  | 100,00                  |
| ↳ Votanti (% su iscritti)  | ↳ Votanti (% su iscritti)                         | ↳ Votanti (% su iscritti)  | 49 251                  | 68,30                   |
| ↳ Astenuti (% su iscritti) | ↳ Astenuti (% su iscritti)                        | ↳ Astenuti (% su iscritti) | 22 858                  | 31,70                   |
|                            |                                                   |                            |                         |                         |
|                            | Esito: collegio passa da Laburista a Conservatore |                            |                         |                         |

### Elezioni negli anni 2000
| Partito                    | Partito                                   | Candidato                  | Risultati 5 maggio 2005 | Risultati 5 maggio 2005 |
| Partito                    | Partito                                   | Candidato                  | Voti                    | %                       |
| -------------------------- | ----------------------------------------- | -------------------------- | ----------------------- | ----------------------- |
|                            | Conservatore                              | Edward Leigh               | 20 040                  | 43,87                   |
|                            | Lib Dem                                   | Adrian Heath               | 12 037                  | 26,35                   |
|                            | Laburista                                 | John Knight                | 11 744                  | 25,71                   |
|                            | UKIP                                      | Steven Pearson             | 1 860                   | 4,07                    |
|                            |                                           |                            |                         |                         |
| Iscritti                   | Iscritti                                  | Iscritti                   | 70 713                  | 100,00                  |
| ↳ Votanti (% su iscritti)  | ↳ Votanti (% su iscritti)                 | ↳ Votanti (% su iscritti)  | 45 681                  | 64,60                   |
| ↳ Astenuti (% su iscritti) | ↳ Astenuti (% su iscritti)                | ↳ Astenuti (% su iscritti) | 25 032                  | 35,40                   |
|                            |                                           |                            |                         |                         |
|                            | Esito: collegio confermato a Conservatore |                            |                         |                         |

| Partito                    | Partito                                   | Candidato                  | Risultati 7 giugno 2001 | Risultati 7 giugno 2001 |
| Partito                    | Partito                                   | Candidato                  | Voti                    | %                       |
| -------------------------- | ----------------------------------------- | -------------------------- | ----------------------- | ----------------------- |
|                            | Conservatore                              | Edward Leigh               | 19 555                  | 46,21                   |
|                            | Laburista                                 | Alan Rhodes                | 11 484                  | 27,14                   |
|                            | Lib Dem                                   | Steve Taylor               | 11 280                  | 26,65                   |
|                            |                                           |                            |                         |                         |
| Iscritti                   | Iscritti                                  | Iscritti                   | 65 917                  | 100,00                  |
| ↳ Votanti (% su iscritti)  | ↳ Votanti (% su iscritti)                 | ↳ Votanti (% su iscritti)  | 42 319                  | 64,20                   |
| ↳ Astenuti (% su iscritti) | ↳ Astenuti (% su iscritti)                | ↳ Astenuti (% su iscritti) | 23 598                  | 35,80                   |
|                            |                                           |                            |                         |                         |
|                            | Esito: collegio confermato a Conservatore |                            |                         |                         |

## Risultati dei referendum

### Referendum sulla permanenza del Regno Unito nell'Unione europea del 2016
|             | Collegio     | Lasciare UE % | Rimanere in UE % |
| ----------- | ------------ | ------------- | ---------------- |
|             | Gainsborough | 62,0%         | 38,0%            |
| Inghilterra | 53,3%        | 46,7%         |                  |
| Regno Unito | 51,9%        | 48,1%         |                  |